# Macintosh LC

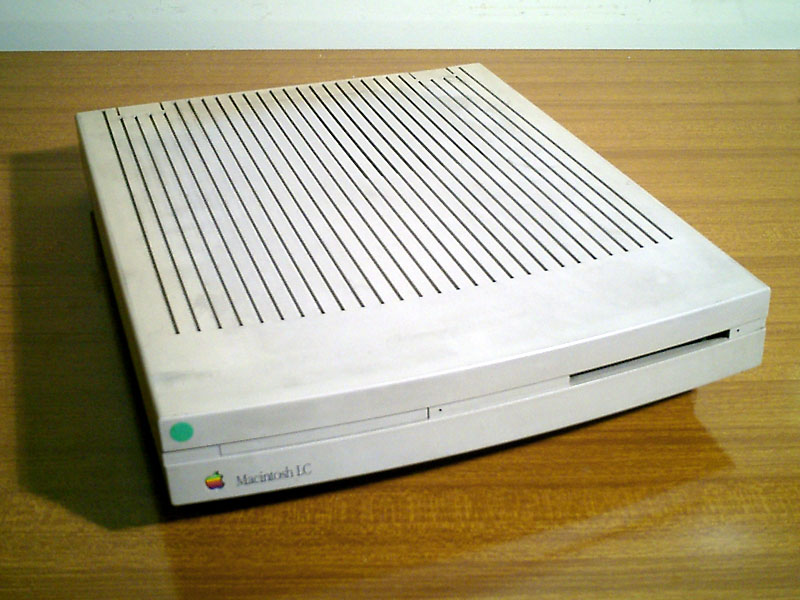
Macintosh LC ohne Monitor, Tastatur und Maus

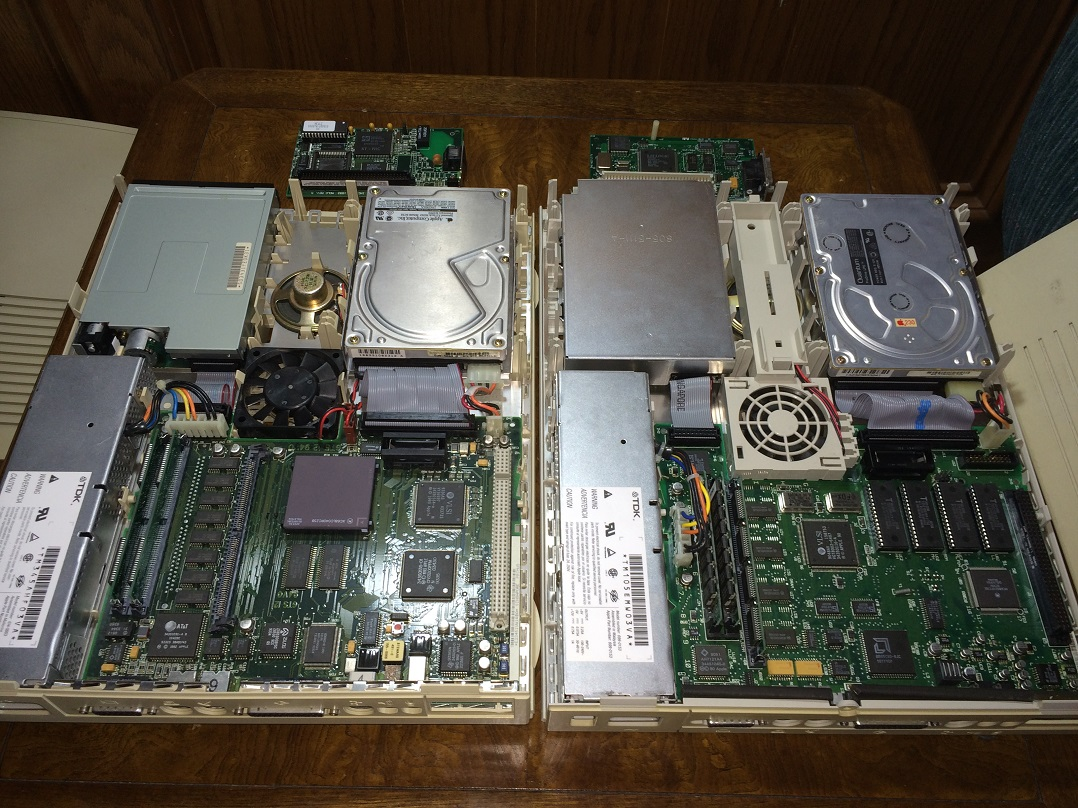
Geöffneter Macintosh LC (rechts) mit 68020 CPU

Der Macintosh LC (LC – low-cost color – preisgünstig, farbfähig) stand am Anfang der in den 1990er Jahren von Apple auf den Markt gebrachten Produktfamilie für  Heimanwender. Er wurde zwischen dem 15. Oktober 1990 bis zum 23. März 1992 gebaut und verkauft. Der Preis war bewusst niedrig angesetzt, um Kunden zu erreichen, die bis dahin keinen Apple Macintosh nutzten, und das Gerät für z. B. Privatnutzer, Schüler und Studenten interessant zu machen. Tatsächlich konnte der Umsatz schon 1990 gewaltig angekurbelt werden.
Zusammen mit dem Macintosh IIsi war der Macintosh LC der erste Macintosh mit integriertem Audio-Eingang. Der Name „LC“ steht in den folgenden Jahren für eine ganze Produktlinie von Rechnern für den Privatanwender.
Für den Macintosh LC verwendete Apple ein sehr flaches Gehäuse, das ihm den Spitznamen „Pizzaschachtel“ einbrachte, das exakt unter Apples 12″- und 13″-Monitore passte. Der Innenraum bot gerade genug Platz für ein 3,5″-Diskettenlaufwerk und eine Festplatte in halber Bauhöhe. Frühe Modelle wurden alternativ auch mit zwei Diskettenlaufwerken und ohne Festplatte ausgeliefert. Über der Hauptplatine mit dem seit 1984 gebauten Motorola 68020-Prozessor, der mit 16 MHz getaktet war, fand nur eine Erweiterungsplatine Platz – die Erweiterbarkeit des Rechners war also stark beschränkt. Der Macintosh LC verfügte nicht über einen mathematischen Coprozessor. Der 16 Bit breite Datenbus und der maximale Speicherausbau von 10 MByte RAM (werksseitig mit 2 MByte RAM auf der Hauptplatine ausgeliefert) begrenzten die Leistungsfähigkeit des Rechners.
Ansonsten waren die im Mac-Umfeld etablierten Schnittstellen integriert, also die üblichen zwei seriellen Schnittstellen für Modem und Druckeranschluss (auch als Netzwerkport für LocalTalk),  Tonein- und Ausgang, eine SCSI-Schnittstelle für externe Peripheriegeräte wie z. B. Wechselplattenlaufwerke, eine integrierte Grafikkarte mit eigenem Speicher, Apple Desktop Bus für Tastatur und Maus.
Bekannt war die Wartungsfreundlichkeit des Rechners, dessen Gehäuse ohne das Lösen von Schrauben geöffnet werden konnte. Alle Bauteile, einschließlich Netzteil und Hauptplatine, werden schraubenlos von Klips gehalten.
Der Macintosh LC wurde mit dem Betriebssystem macOS 6.0.7 und 256 kByte Video-RAM ausgeliefert. Bei einer Bildschirmauflösung von 512×384 Pixeln konnten damit 256 Farben, bei 640×480 Pixel lediglich 16 Farben dargestellt werden. Bei Aufrüstung des Video-RAM auf 512 kByte erweiterte sich die Palette auf 32.768 Farben (512×384 Pixel). Apple bot speziell für den Macintosh LC einen 12″-Festfrequenzbildschirm an, der nur eine Auflösung von 512×384 Pixeln darstellen konnte.
Auch ohne NuBus-Slots gab es eine Reihe von Erweiterungskarten für den Processor Direct Slot (PDS) des Macintosh LC. Ursprünglich war er dazu gedacht, eine Apple IIe Emulationskarte aufzunehmen, und sollte den im Umfeld von Schulen und Hochschulen weit verbreiteten Apple IIe ablösen. Für den PDS des Macintosh LC wurde von Drittanbietern eine Reihe von Beschleunigerkarten, Netzwerkkarten und Grafikkarten entwickelt. Ethernet-Karten für den PDS waren mit einem eigenen ROM ausgestattet, so dass diese Karten ohne eigene Treiber im macOS eingebunden werden. Sehr beliebt war auch die Aufrüstung mit einem mathematischen Koprozessor des Typs Motorola 68882 als PDS-Erweiterungskarte.
Der Macintosh LC verkaufte sich gut und wurde 1992 vom Macintosh LC II mit Motorola 68030 Prozessor abgelöst. Der Name „LC“ wurde von Apple später auch für PowerPC-Modelle verwendet und verschwand erst mit Einführung des iMac aus dem Programm.

## Systemprofil
Macintosh LC („Pizzaschachtel“, erstes Modell einer neuen Serie günstiger Rechner)
- Bauzeit: 15. Oktober 1990 bis 23. März 1992
- Klassifizierung: 32-Bit Macintosh
- Hauptprozessor: Motorola MC68020
- Massenspeicher: 3,5″-Laufwerk für 1,44-MB-Disketten
- Taktrate: 16 MHz
- Hauptspeicher: 4 MB
- Max. Arbeitsspeicher: 10 MB
- Grafik: 640×480 bei 8-bit Farbtiefe
- Ton: eingebautes 8-bit-Monosystem